# Якибчук, Мирослав Ильич
Миросла́в Ильи́ч Якибчук (укр. Мирослав Ілліч Якібчук; 29 июня 1968 г. в селе Шешоры Косовского района Ивано-Франковской области) — украинский политик, общественный деятель, лидер профсоюзного движения.

## Биография
1983—1987 гг. — учился в Старожинецком лесохозяйственном техникуме, был профсоюзным лидером техникума.
1987—1989 гг. — служил в вооружённых силах, в составе военных частей участвовал в ликвидации последствий землетрясения в Армении в 1989 г.
1989—2000 гг. — работал на производстве, прошёл путь от работника агрофирмы «Гомін Карпат» до генерального директора акционерной компании «Укрмонолітспецбуд».
С 1989 года — член профсоюза.
С 1998 года — член Всеукраинской партии трудящихся. Возглавлял Киевскую городскую организацию ВПТ.
В 2001 году, на ІІІ съезде ВПТ, избран председателем партии, которая является политическим авангардом украинских профсоюзов.
В 2004 году возглавил Всеукраинский профсоюз работников морской и рыбохозяйственной отрасли.
В декабре 2004 года на Установочном съезде НФПУ избран главой Всеукраинского объединения профсоюзов — Национального форума профсоюзов Украины. На Украине это второе по численности объединение профсоюзов.